# Karl-Olfers-Platz

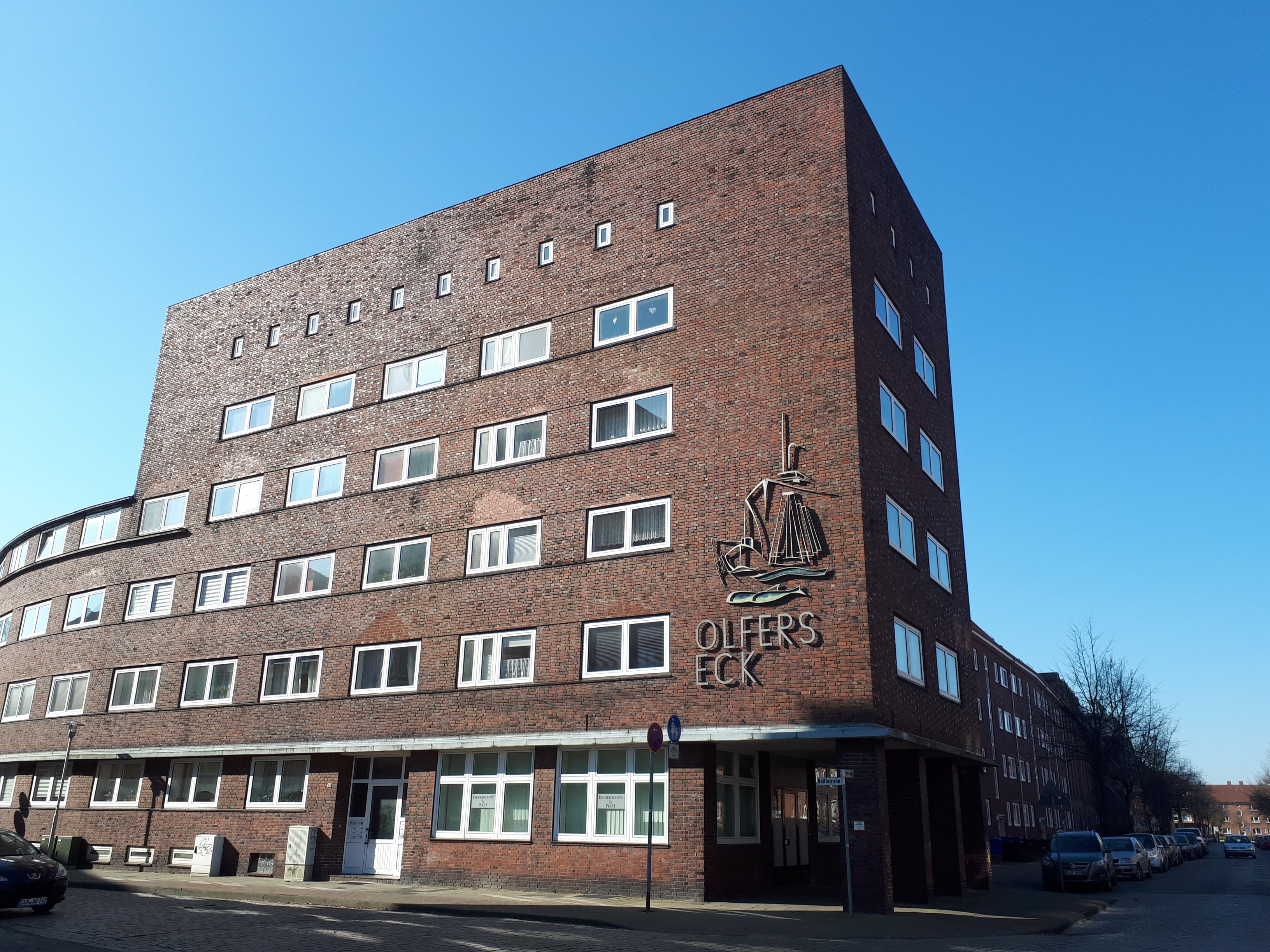
Olfers-Eck, Delftstraße 19

Der Karl-Olfers-Platz mit der Gruppe Wohnhäuser Karl-Olfers-Platz in der niedersächsischen Kreisstadt Cuxhaven im Landkreis Cuxhaven stammt aus dem ersten Drittel  des 20. Jahrhunderts.
Aktuell (2024) werden die Gebäude durch Wohnungen genutzt.
Fünf Gebäude (siehe unten) stehen unter Denkmalschutz (siehe auch Liste der Baudenkmale in Cuxhaven).

## Geschichte und Beschreibung

### Der Platz
Die Einwohnerzahl von Cuxhaven stieg nach dem Ende des Ersten Weltkriegs durch das Fischereigewerbe stark. Die Platzrandbebauung am Karl-Olfers-Platz an der Einmündung Elfenweg entstand Ende der 1920er Jahre im Rahmen von Stadterweiterungsmaßnahmen südwestlich der Innenstadt nach Entwürfen der Architekten Richard Alberts und P. H. Noris für die Wohnungsbaugenossenschaft Bauhütte Cuxhaven.

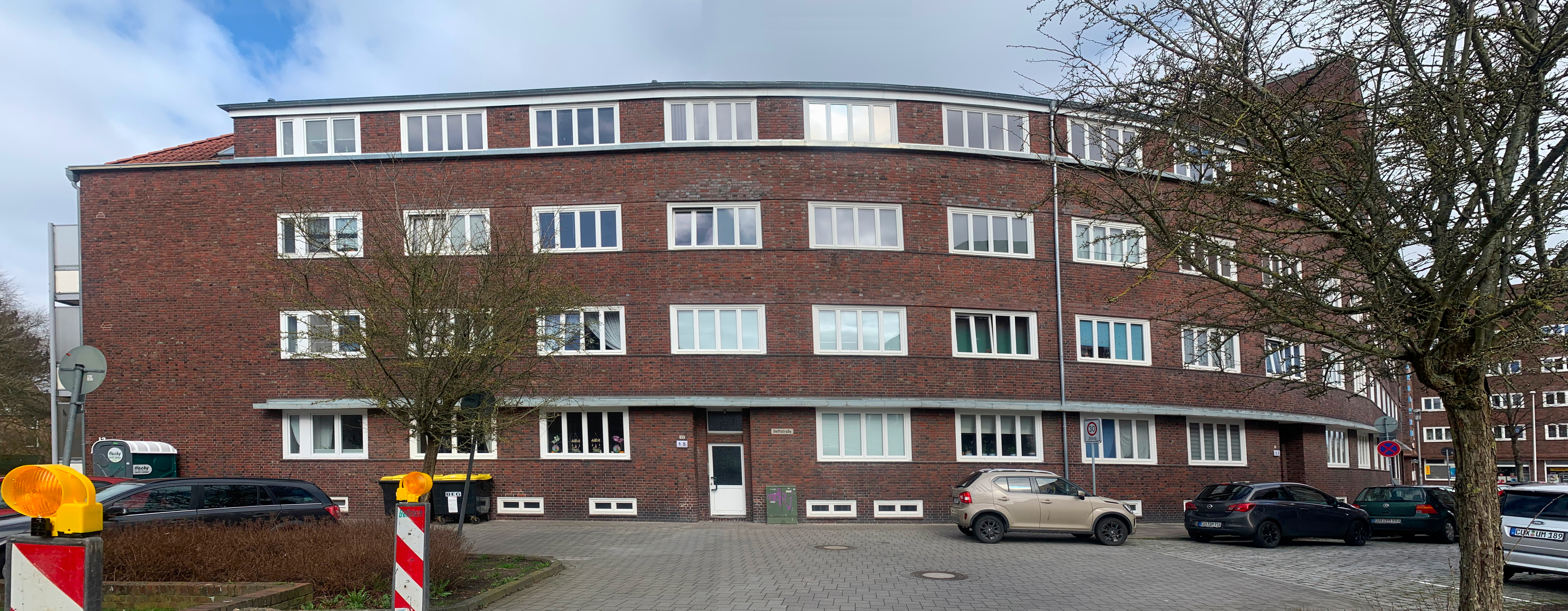
Delftstraße 15 und 17

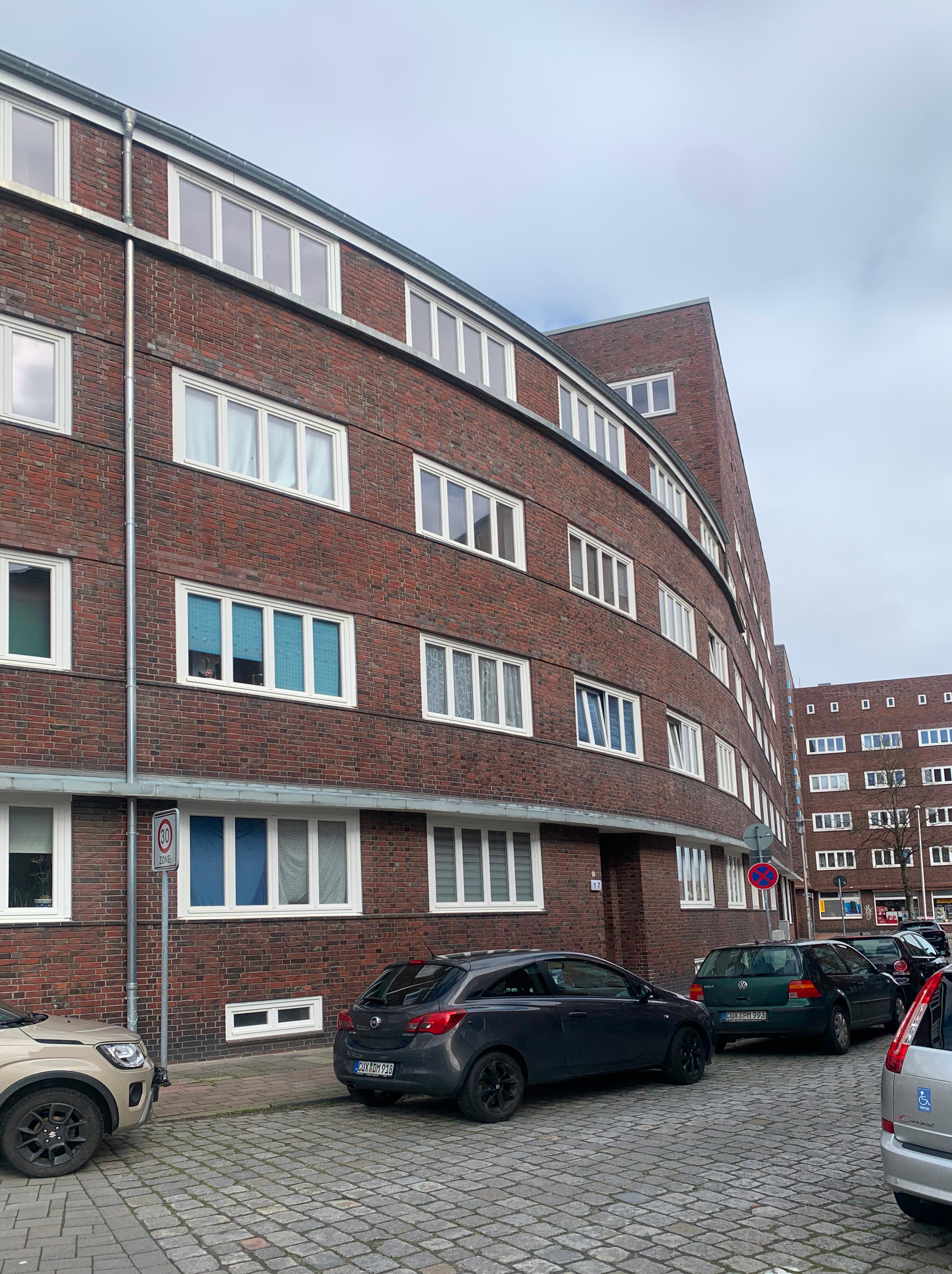
Delftstraße 17

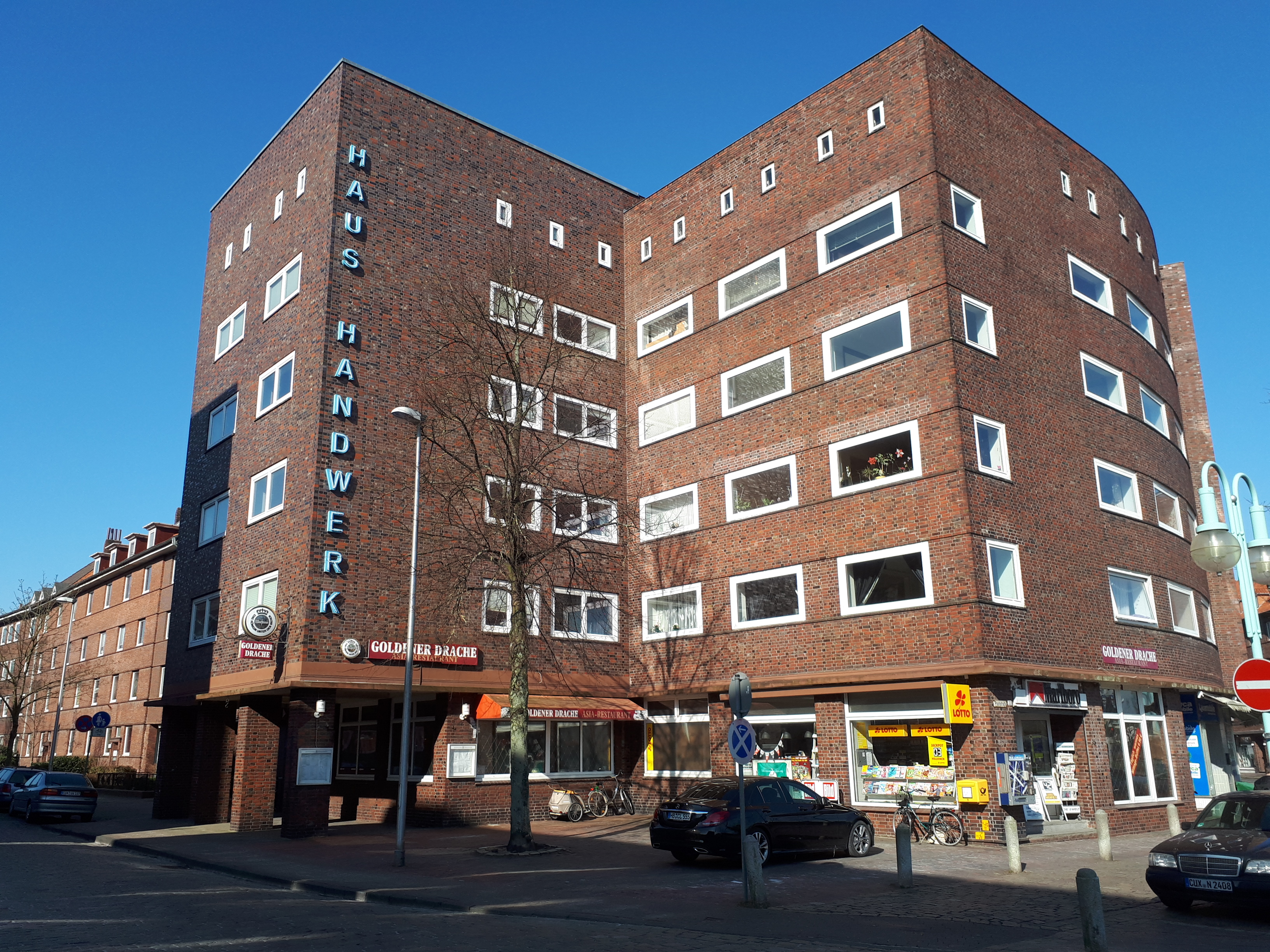
Elfenweg 6

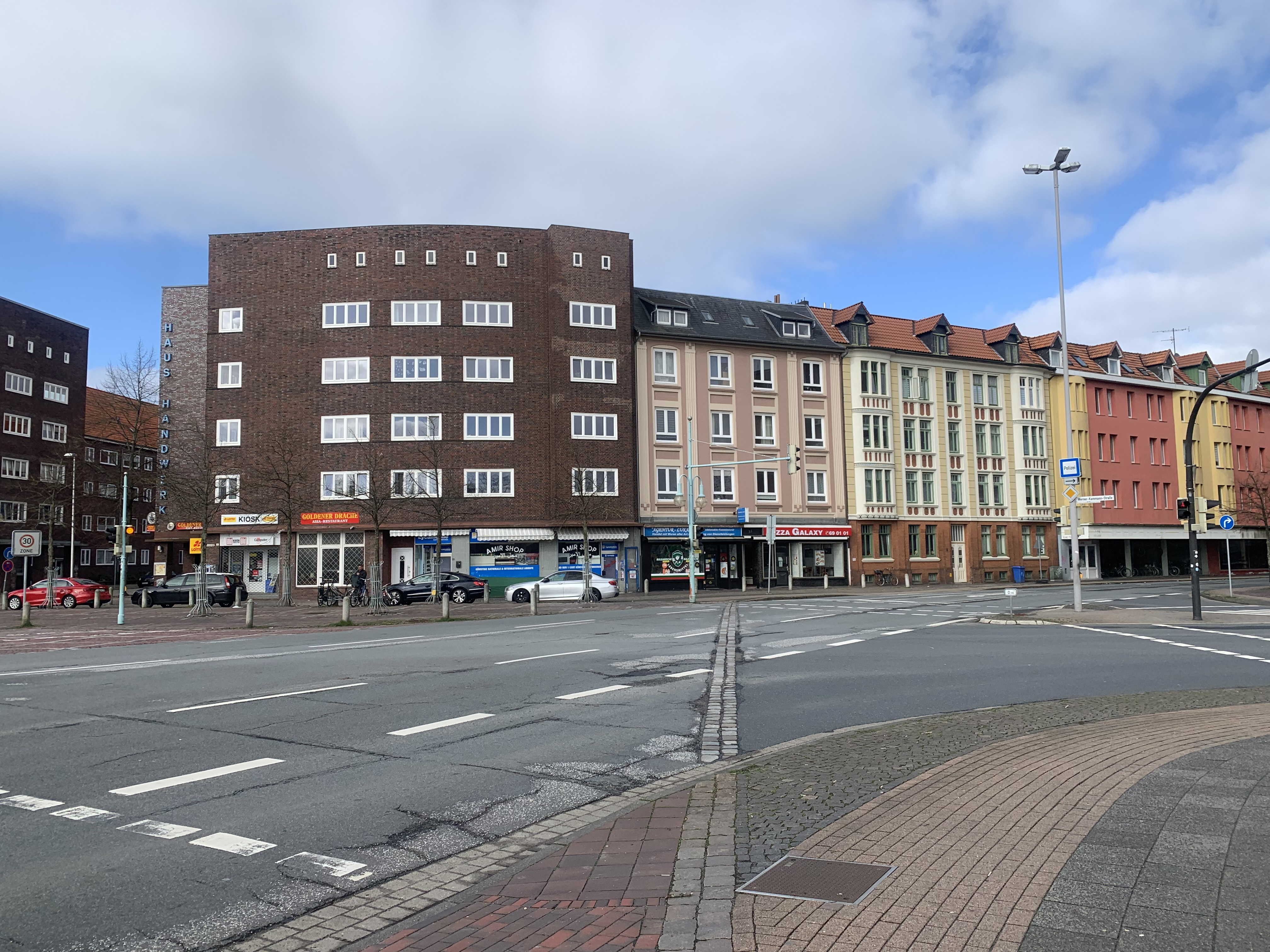
Poststraße 33

Die blockhafte Backsteinarchitektur steht in der Tradition der norddeutschen Backsteinbauweise, die u. a. von dem Hamburger Baudirektor Fritz Schumacher stark gefördert wurde. Die kubischen Bauformen mit betont ruhiger Gliederung sind ein zeitgenössischer Impuls des Neuen Bauens.
Der Platz wurde 1988/89 umgestaltet. Die Cuxhavener Zeitung schrieb dazu: „Bei der Planung der Umbauarbeiten wurde großes Gewicht darauf gelegt, den Karl-Olfers-Platz noch stärker als bisher als Platz erscheinen zu lassen …“ Es „wurde versucht, dem Platz mittels einer anderen Pflasterung, der Begrenzung durch Baumreihen und die Mauern am ehemaligen Gaswerksgelände Konturen zu verleihen.“
Aktuell hat er nach Osten eine nur geringe Bebauung. Die Bushaltestellen werden von den Linien 1004, 1006, 1007 und 1014 der KVG Stade bedient.
Namen
In der Weimarer Republik hieß er bis 1933 Platz der Republik. Von 1933 bis 1945 erhielt er den Namen Franz-Seldte-Platz. Nach dem Zweiten Weltkrieg war er zunächst ein namenloser Platz. Er wurde 1966 als Karl-Olfers-Platz benannt, nach Karl Olfers (1888–1968) (SPD), Geschäftsführer der Bauhütte Cuxhaven (1925–1933), Cuxhavener Oberbürgermeister (1946–1952) und Präsident des Niedersächsischen Landtages (1946–1955 und 1959–1963).
Straßen am Platz
Vom Platz führen die Straßen Delftstraße (Delftstrom, ein alter Entwässerungspriel) nach Süden, Elfenweg (Elfenheim für die Arbeiterinnen in der Fischindustrie) und Poststraße (Postamt 1905–2000) nach Westen, Werner-Kammann-Straße (Oberbürgermeister Werner Kammann, (SPD)) nach Norden und Konrad-Adenauer-Allee (Konrad Adenauer, erster Bundeskanzler) nach Osten.

### Die Gebäude
Am Platz stehen Wohn- und Geschäftshäuser mit Läden, Büros und Restaurants.
Die Gruppe der verklinkerten denkmalgeschützten Häuser von 1928/30 im Bauhaus-Stil in kubischen Bauformen, mit Flachdächern sowie glattflächigen Fassaden aus Backsteinmauerwerk mit horizontal gegliederten Fensterbändern sowie torartigen Einfassungen besteht aus dem
- Mehrfamilienhaus Delftstraße 15 mit vier Geschossen, Architekt P. H. Noris,[2]
- Mehrfamilienhaus Delftstraße 17 mit vier Geschossen, Architekt P. H. Noris,[3]
- Mehrfamilienhaus Delftstraße 19 (seit 1964 Mehrfamilienhaus Olfers-Eck) mit sechs Geschossen, Architekt P. H. Noris,[4]
- Mehrfamilienhaus Elfenweg 6 mit sechs Geschossen und dem Haus Handwerk, Architekt Richard Alberts,[5]
- Mehrfamilienhaus Poststraße 33 mit sechs Geschossen, Architekt Richard Alberts,[6]

Das Landesdenkmalamt befand u. a.: „… Diese Wohnbebauung ist beispielhaft für die siedlungs- und stadtbaugeschichtliche Entwicklung Cuxhavens in der Weimarer Republik …“
In der Nähe befinden sich die Feuerwehr Cuxhaven, das Amtsgericht Cuxhaven, die Salzgrotte am Meer, eine Tankstelle, zwei Hotels, der Jahnsportplatz sowie denkmalgeschützte Gebäude wie Wohn- und Geschäftshaus Poststraße 20–24, Mehrfamilienhaus Poststraße 37, Wohnheim Elfenweg 15/17 und die Gruppe Wohnhäuser Delftstraße.